# Physoclisten
Physoclisten (auch Physoclisti oder Physoklisten) ist die Bezeichnung für eine Gruppe von Knochenfischen. Bei diesen ist die Schwimmblase geschlossen, also der embryonal angelegte Verbindungsgang zwischen Darm und Schwimmblase (Ductus pneumaticus) im ausgewachsenen (adulten) Zustand nicht mehr vorhanden (im Gegensatz zu den Physostomen). Der Gasaustausch erfolgt bei den Physoclisten über Blutgefäße, die eng an die Schwimmblase anschließen. Ermöglicht wird der Gasaustausch durch Gasdrüsen.
Zu den Physoclisten gehören beispielsweise Barschartige, Stichlinge oder Dorsche.